# Polar Record
Polar Record ist eine akademische Fachzeitschrift.

## Geschichte
Das Scott Polar Research Institute, gegründet 1926, entschied bei einem Treffen am 10. Dezember 1930 eine Fachzeitschrift zu publizieren. Man begann eine Zeitschrift mit dem Namen The Polar Record halbjährlich zu veröffentlichen. Das Ziel war die wichtigen Ereignisse der letzten sechs Monate für die Arktis und Antarktis zu veröffentlichen. Der Chefredakteur sollte der Direktor des Institute sein. Erster Chefredakteur wurde damit Frank Debenham.
Chefredakteure sind Stand Juni 2024 Trevor McIntyre der Universität von Südafrika und Nikolas Sellheim vom Helsinki Institute of Sustainability Science.

## Inhalt und Veröffentlichungsweise
Die Zeitschrift publiziert Forschungsartikel, Kommentierungen zu aktuellen Themen, Rezensionen zu Büchern und Forschungsdiskussionen. Die Beiträge werden überprüft (peer-review). Thematisch behandelt die Zeitschrift eine große Variation von Themen. Dabei stehen gesellschaftswissenschaftliche, naturwissenschaftliche, rechtliche und sozialwissenschaftliche Themen rund um Arktis und Antarktis im Fokus der Publikation.
Die Publikation wird von Cambridge University Press publiziert. Von 1931 bis zum Jahr 1953 erschien alle drei Jahre ein Band, wobei jeder Band in Nummern unterteilt ist, die alle 6 Monate publiziert wurden. Seit 1954 wurden Bände alle zwei Jahre herausgegeben, wobei pro Jahr drei Nummern herausgegeben wurden. Dies ging bis 1987. Seit 1988 wird ein Band jedes Jahr herausgegeben, wobei vierteljährlich eine Nummer herausgegeben wird.